# اضطراب حركي (عصبي)
الاضطرابات الحركية (بالإنجليزية: Motor disorders)‏ هي اضطرابات في الجهاز العصبي التي تسبب حركات غير طبيعية وغير طوعية. يمكن أن تنجم عن أضرار قد تلحق بنظام الحركة.